# Der dritte Bruder: «Fakfak», der Blinde

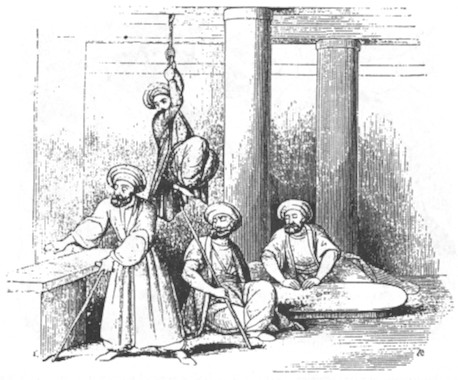
Holzschnitt von Friedrich Gross

Der dritte Bruder: «Fakfak», der Blinde ist ein Schwank aus Tausendundeine Nacht. Er steht in Claudia Otts Übersetzung als Der dritte Bruder: «Fakfak», der Blinde (Nacht 159–160), bei Max Henning und bei Gustav Weil als Geschichte des dritten Bruders des Barbiers.

## Inhalt
Der Friseur erzählt von seinem dritten, blinden Bruder. Er bettelt bei einem, der ihn erst hereinführt, dann nichts gibt und allein die Treppe hinaus gehen lässt, dass er stürzt. Dann schleicht er ihm und den anderen Blinden nach und sieht, wo sie ihr Geld verstecken. Als sie ihn bemerken und um Hilfe rufen, stellt er sich auch blind. Beim Wali tut er geständig, sie alle würden sich als Blinde ausgeben und er weiß, wo das Geld ist. Es wird beschlagnahmt. Der Sehende kriegt noch seinen angeblichen Anteil heraus.

## Einordnung
Es erzählt der Friseur aus Die Geschichte des Schneiders: Der hinkende junge Mann aus Bagdad und der Friseur und Die Geschichte des Friseurs. Es folgt Der vierte Bruder, der einäugige Fleischer, Der fünfte Bruder, der mit den abgeschnittenen Ohren, Der sechste Bruder, der mit den abgeschnittenen Lippen.
Blinde Bettler waren mitunter als Simulanten und Diebe verschrien und erfahren in Erzählungen unbarmherzige Behandlung.